# Margareta Norveška
Margareta Norveška (Bergen, 9. travnja 1283. – Orkneyski otoci, 26. rujna 1290.), škotska kraljica od 1286. do 1290. godine iz dinastije Sverre, unuka Aleksandra III. (1249. – 1286.), posljednjeg škotskog kralja iz dinastije Dunkelda. Budući da je imala svega tri godine u trenutku proglašenja nasljednicom škotskog prijestolja i da je umrla tri godine kasnije, na putovanju za Škotsku, zapravo nikada nije formalno preuzela vladavinu nad Škotskom.

## Životopis
Bila je kćerka norveškog kralja Erika II. (1273. – 1299.) i Margarete Škotske, kćerke škotskog kralja Aleksandra III.
Nakon smrti kralja Aleksandra III., 1286. godine, nastao je kaos u Škotskoj, jer kralj nije ostavio živog nasljednika, čime je bila ugašena kraljevska loza započeta s Malcolmom III. Canmoreom ili njegovim ocem, kraljem Duncanom I. u 11. stoljeću. Pravo na krunu polagali su, između ostalih Robert Bruce, djed budućeg škotskog kralja Roberta I. i Ivan Balliol, ali škotski parlament je odabrao maloljetnu princezu Margaretu za buduću kraljicu i imenovao šest zaštitnika Škotske, koji su trebali upravljati zemljom u njeno ime.
U međuvremenu, škotsko se plemstvo obratilo za pomoć engleskom kralju Eduardu I., koji je 1290. godine dogovorio je njen brak sa svojim sinom Eduardom, kasnijim kraljem Edvardom II. Također, sporazumom je priznao samostalnost Škotske, a zauzvrat se proglasio zaštitnicom maloljetne Margarete.
U rujnu 1290., Margareta se otisnula na put iz Norveške prema Britanskom otočju, ali se na moru razbolila i umrla nakon pristajanja uz englesku obalu. Nenadani događaj otvorio je ponovno krizu nasljeđivanja prijestolja, jer više nitko nije imao izravno pravo na škotsku krunu. Tako je počelo dugo razdoblje međuvlašća i borbi za prijestolje i neovisnost Škotske, čiju je slobodu ugrožavala Engleska.